# After the Flood: Live from the Grand Forks Prom, June 28, 1997
After the Flood: Live from the Grand Forks Prom, June 28, 1997 è la prima pubblicazione live dei Soul Asylum, pubblicato 5 ottobre 2004, di un concerto tenuto il 28 giugno 1997 a Grand Forks (Dakota del Nord), come spettacolo di beneficenza per l'alluvione del Red River.

## Tracce
1. "School's Out" (Bruce, Buxton, Cooper, Dunaway, Smith) – 3:54
2. "Misery" (Pirner) – 3:45
3. "Black Gold" (Murphy) – 3:36
4. "See You Later" (Pirner) – 4:38
5. "Without a Trace" (Pirner) – 3:19
6. "Losin' it" (Pirner) – 3:02
7. "Somebody to Shove" (Pirner) – 3:25
8. "Just Like Anyone" (Pirner) – 2:47
9. "The Tracks of My Tears" (Moore, Robinson, Tarplin) – 3:02
10. "Runaway Train" (Pirner) – 4:34
11. "We 3" (Pirner) – 4:03
12. "I Know" (Farris) – 3:22
13. "Sexual Healing" (Brown, Gaye, Ritz) – 4:43
14. "The Game" (Pirner) – 4:35
15. "I Can See Clearly Now" (Nash) – 2:53
16. "Black Star" (Pirner) – 3:20
17. "To Sir, with Love" (Black, London) – 2:48
18. "Rhinestone Cowboy" (Weiss) – 4:53